# Licence ouverte (Estado francês)
A Licença Aberta / Open Licence (ou LO), também chamada de Licença Aberta Etalab, é uma licença gratuita francesa criada pela missão Etalab para regular a abertura de dados do Estado francês. Esta licença foi apresentada em 18 de outubro de 2011. Garante ao "reutilizador" o direito não exclusivo, pessoal e gratuito de utilizar a informação sem limites geográficos ou temporais.
Uma nova versão da licença - 2.0 - manteve a compatibilidade com as licenças "modelos" e com a versão inicial, sendo publicada pela Etalab após o decreto nº 2017-638 de 27 de abril de 2017, publicação no Diário Oficial. Esta versão é listada pelo projeto SPDX sob o identificador Etalab-2.0.

## Compatibilidade com outras licenças
Esta licença pretende ser compatível com a Open Government License (OGL) do Reino Unido, Open Data Commons Attribution (ODC-BY) da Open Knowledge Foundation e Creative Commons Attribution 2.0 (CC-BY 2.0) da Creative Commons.
A licença aberta não é uma licença copyleft, pois não exige o uso de uma licença idêntica em obras derivadas dos dados cobertos.

## Usos
A licença aberta é usada para publicar dados, mas também textos e obras originais digitalizadas. Qualquer utilização é autorizada desde que sejam respeitadas determinadas condições previstas na licença. Esses usos podem assumir diferentes formas: consulta, cópia, enriquecimento, modificação... Também é possível divulgá-los ou explorá-los para fins comerciais. Quanto às condições, elas são de três tipos: garantir a menção clara e atualizada da autoria da fonte (nome do produtor ou URL), não responsabilizar o produtor se houver imprecisões, garantir que a informação não é objeto de direitos de propriedade intelectual.
Por exemplo, a Biblioteca Municipal de Lyon distribui obras digitalizadas no domínio público sob licença aberta no seu portal Numelyo. É também o caso do portal Numistral da biblioteca digital da Biblioteca Nacional Universitária de Estrasburgo, da Biblioteca Interuniversitária de Saúde, de La Contemporaine, da Biblioteca Digital Heritage da rede documental de universidades de Bordéus, bibliotecas de Thionville, Nancy, Metz e Épinal no portal Limedia gallery du Sillon lorrain, bibliotecas e museus de Clermont Auvergne Métropole no portal Overnia.
Um decreto de 2017 torna esta licença LO 2.0 uma licença utilizável por qualquer administração para a publicação de dados públicos (juntamente com o ODbL que foi concebido para bases de dados) e, assim, permite a sua utilização por todas as administrações. Desde 1º de janeiro de 2021, o Instituto Nacional de Informação Geográfica e Florestal disponibiliza todos os seus dados públicos (modelação 3D do território, imagens aéreas de alta resolução, Plano IGN em particular) nos termos da Licença Aberta. Em 18 de junho de 2021, o Centro Nacional de Estudos Espaciais divulgou sob esta licença mais de 19 milhões de imagens de satélite de todo o mundo tiradas pelos satélites SPOT 1 a 5 entre 1986 e 2015.